# 1er arrondissement de Parakou
Pour les articles homonymes, voir 1er arrondissement.
Le 1er arrondissement de Parakou est l'un des trois arrondissements de la commune de Parakou dans le département du Borgou au Bénin.

## Géographie
Le 1er arrondissement de Parakou est situé au nord-est du Bénin et compte 23 Villages et quartiers de ville que sont Alaga, Albarika, Boundarou, Camp Adagbe, Depot, Kpébié, Tourou I, Tourou II, Tourou III, Tourou IV, Thian, Tourou VI, Bakinkoura, Baperou, Berouyarou, Kabassira, Kadera, Madina, Oueze, Sawararou, Sinagourou, Titirou et Zazira.

## Démographie
Selon le recensement de la population de 2013 conduit par l'Institut national de la statistique et de l'analyse économique (INSAE), le 1er arrondissement de Parakou compte 114558 habitants  .

## Galerie de photos

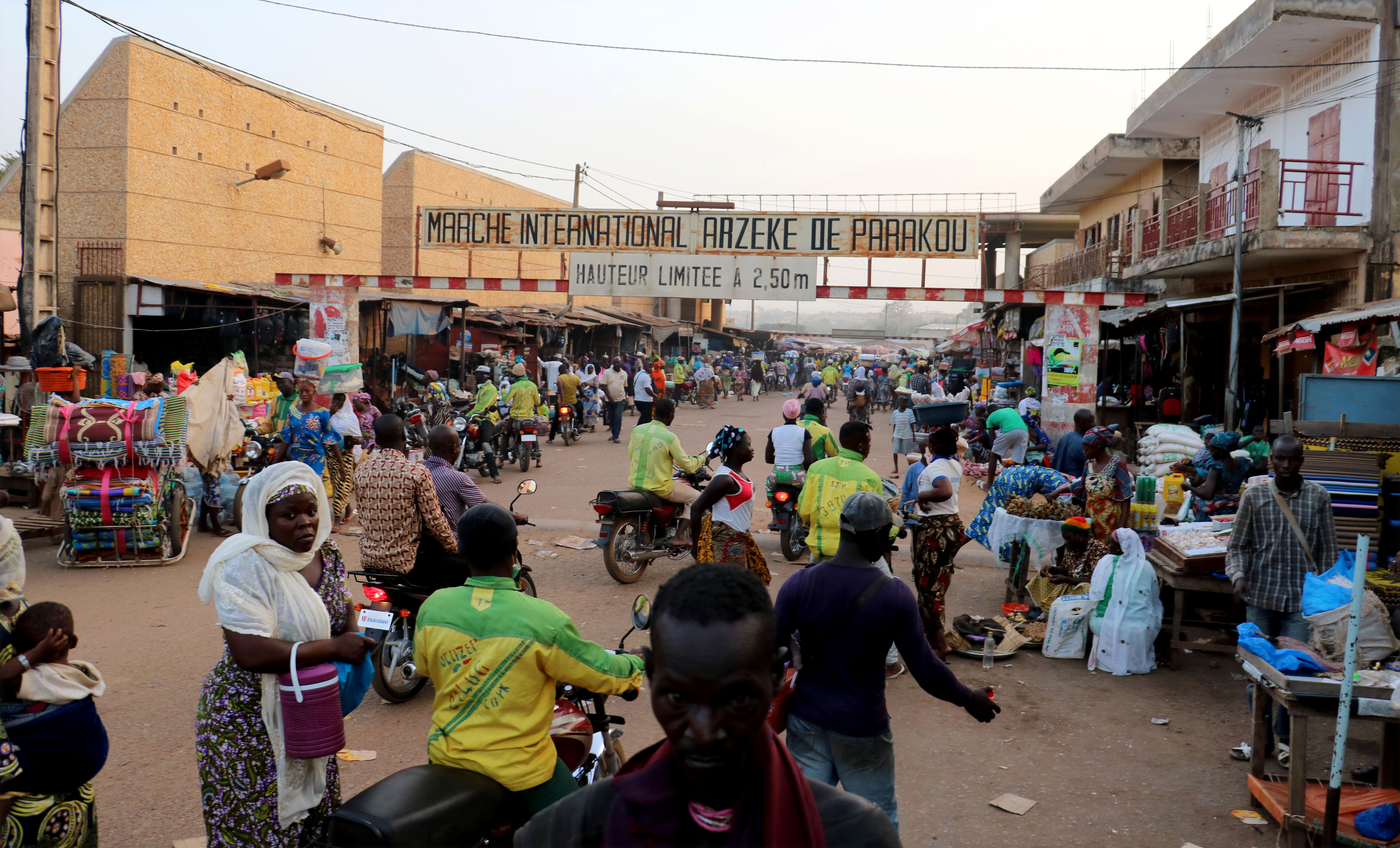
Marché international ARZEKE de parakou
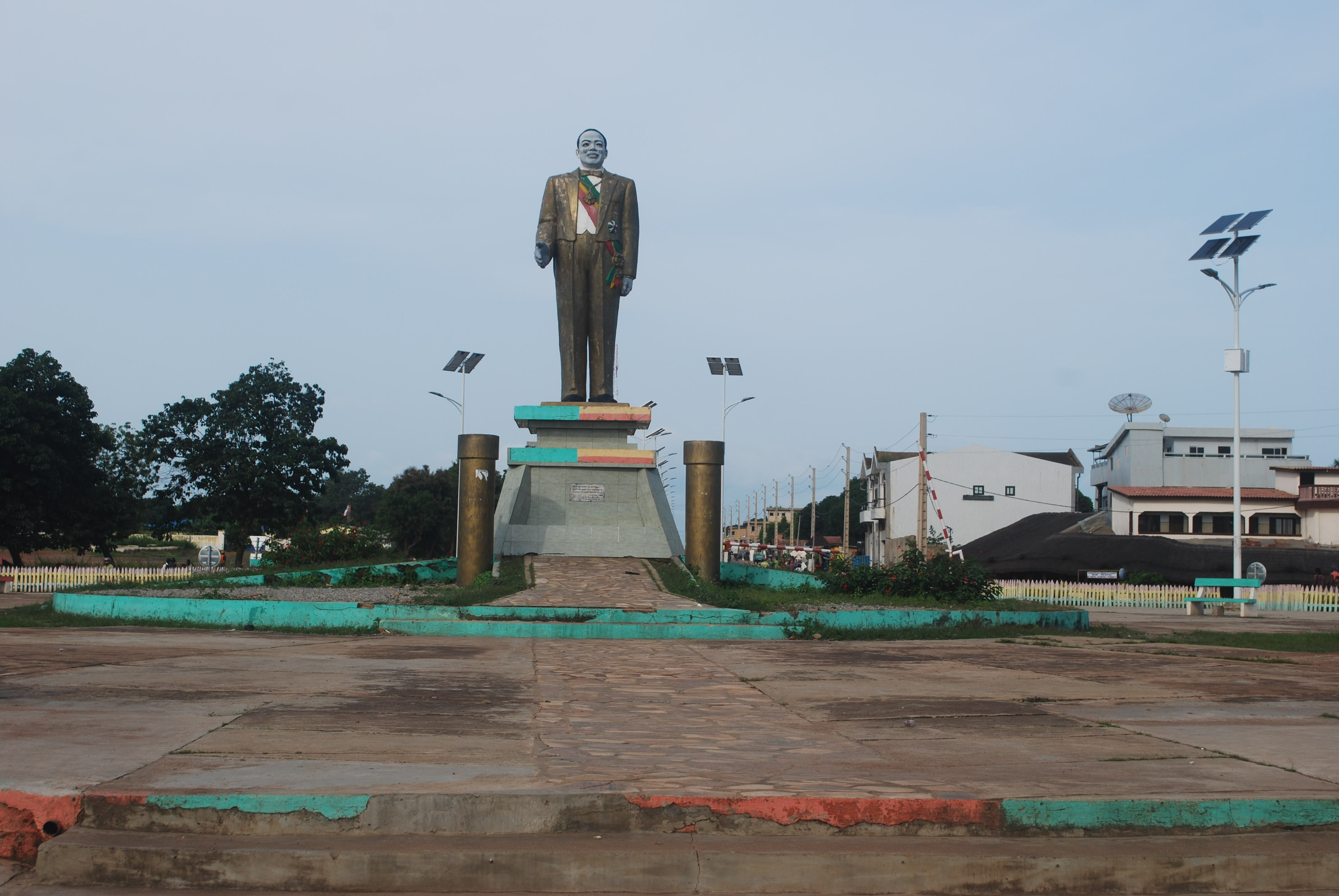
La place Hubert Maga
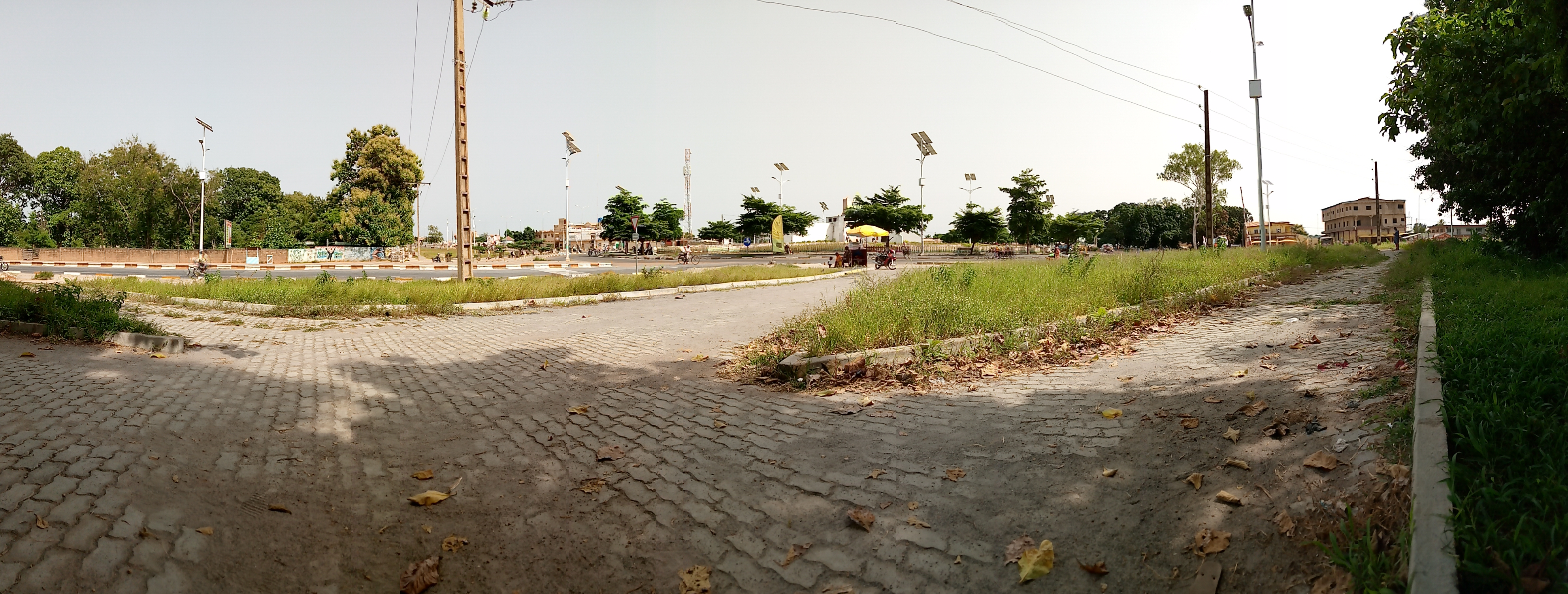
Carrefour Mathieu kerekou(PARAKOU)